# Microrregión de Caraguatatuba
La microrregión de Caraguatatuba (área conocida también por Litoral Norte) es una de las  microrregiones del estado brasileño de São Paulo perteneciente a la Mesorregión del Valle del Paraíba Paulista. Está localizada en la porción norte del litoral paulista, haciendo frontera con el estado de  Río de Janeiro. Su población fue estimada en 2006 por el IBGE en 281.532 habitantes y está dividida en cuatro municipios. Posee un área total de 1.947,702 km². Es un lugar turístico muy popular, ya que cuenta con más de 160 playas de veraneo.

## Historia
La primera ciudad en ser fundada fue San Sebastião (Sao Paulo), en 1636. Ubatuba fue creda posteriormente, en 1637, y luego Islabela en 1805. Caraguatatuba fue la última en ser fundada, en el año 1857. Aunque la fundación de las ciudades se ha dado principalmente a partir del siglo XVII, el canal entre San Sebastião e Islabela ya era navegado por los portugueses desde el año 1502.
Las cuatro ciudades vivían principalmente de la agricultura y la pesca como sus principales actividades económicas durante la mayor parte de los siglos XVII, XVIII y XIX, ya que Sao Sebastião servía a modo de polo de producción de caña de azúcar, café y tabaco. En la segunda mitad del siglo XX, las ciudades comenzaron a recibir muchos turistas, (después de la construcción de la única carretera de la región), compuestos en su mayoría de paulistanos y habitantes de otras ciudades próximas. Esto permitió que la región ganase más dinero con hoteles, restaurantes, artesanías y casas noturnas, ya que la agricultura y la pesca estaban en decadencia.

## Geografía

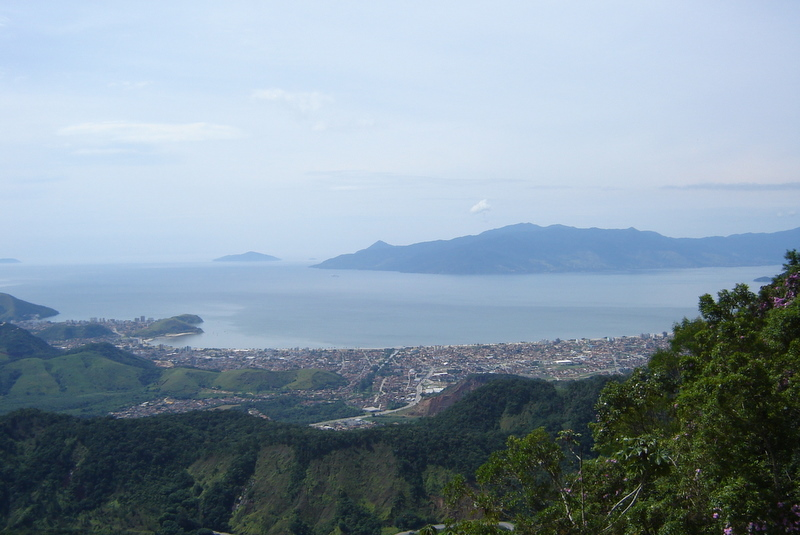
Caraguatatuba (primer plano) y la mitad norte de Islabela (al fondo): dos ciudades de la microrregión.

La Sierra del Mar domina el paisaje de la microrregión. La urbanización se dio en las pequeñas áreas planas entre las montañas y el mar. El punto más alto es el Pico de San Sebastião, en Islabela, con 1.378 metros sobre el nivel del mar. El clima oceánico produce temperaturas amenas durante todo el año, más precisamente entre 20 y 30 °C. Llueve moderadamente, pero la ciudad de Ubatuba registra un índice pluviométrico mayor que las de sus vecinas, de ahí su apodo: "Ubachuva".

## Transporte

### Carreteras
A única ruta que atraviesa toda la microrregión es la BR-101, que corre junto al mar y sirve como la principal y única conexión entre las ciudades. San Sebastião es la única ciudad continental que no tiene vinculación con el interior. Caraguatatuba está ligada a São José dos Campos por la Carretera de los Tamoios. De Ubatuba, es posible llegar a Taubaté por la Carretera Oswaldo Cruz.

### Puertos
San Sebastião posee el Puerto de San Sebastião.

## Municipios
- Caraguatatuba
- Ilhabela
- São Sebastião
- Ubatuba